# Richard Z. Sirois
Pour les articles homonymes, voir Sirois.
Richard Z. Sirois (né à Matane le 19 juillet 1956) est un animateur radiophonique et un humoriste québécois. Il a fait partie de la distribution des émissions d'humour 100 Limite, Les Bleu Poudre et Rock et Belles Oreilles.

## Biographie
En 1981, Richard Z. Sirois et Guy A. Lepage se rencontrent à l'Université du Québéc à Montréal (UQAM). Tous deux inscrits en communication, ils développent une émission radiophonique dans le cadre d'un cours universitaire. Diffusée sur les ondes de la radio communautaire CIBL FM, l'émission s'intitule alors Le Rock de A à Z et s'intéresse avant tout à la musique rock alternative et underground. Son initiale Z. à son nom vient du Z du nom de l'émission de radio. L'émission prendra toutefois un penchant humoristique en très peu de temps avec l'arrivée de collaborateurs tels qu'André Ducharme, Bruno Landry et Yves P. Pelletier.. Le groupe, renommé Rock et Belles Oreilles, sévira sur les ondes de CIBL durant 101,5 émissions avant de faire le saut vers la radio commerciale, puis la télévision.
À la suite du passage du groupe Rock et Belles Oreilles à la télévision en 1986, Richard Z Sirois est de moins en moins à l'aise avec le jeu et la comédie. Il quitte le groupe en 1987 afin de revenir à son premier amour : l'animation radio. Il fondera les groupes 100 Limite et Les Bleu Poudre, en plus d'animer des émissions qui connaîtront un franc succès tels que Les Midis Fous et les Justiciers Masqués au 96,9 CKOI.
Fier de plus de 25 années d'animation radio à Montréal et à Québec, Richard Z Sirois a également collaboré à de nombreux autres projets. Il a été recherchiste pour l'émission Tout le monde en parle pendant près de deux saisons ainsi que sur la série Humour PQ diffusée sur les ondes de Canal D.
Richard Z Sirois a également joué un rôle dans le premier film réalisé par Guy A. Lepage, Camping sauvage. De plus, il a fait une apparition dans les Bye Bye 2006 et 2007 de Rock et Belles Oreilles.
Il est le frère du physicien Yves Sirois.

## Distinctions
- Médaille d'honneur de l'Assemblée nationale, 2011[2]